# Shane Battier
Shane Courtney Battier, född 9 september 1978 i Birmingham i Michigan, är en före detta amerikansk basketspelare som avslutade sin 13 år långa karriär i NBA-laget Miami Heat.

## Fotnoter
1. ↑  läs online, espn.go.com .[källa från Wikidata]
2. 1 2  läs online, espn.go.com .[källa från Wikidata]
3. ↑  läs online, espn.go.com .[källa från Wikidata]
4. ↑  läs online, espn.go.com .[källa från Wikidata]
5. ↑  läs online, espn.go.com .[källa från Wikidata]
6. ↑  College Basketball at Sports-Reference.com, läst: 28 juli 2020.[källa från Wikidata]
7. ↑  RealGM, RealGM basketbollspelar-ID: 175, läst: 4 april 2022.[källa från Wikidata]

}